# Hôtel de la Caisse d'épargne de Chaumont
L'hôtel de la Caisse d'épargne est un bâtiment du début du XXe siècle situé à Chaumont (Haute-Marne), en France. Il est labellisé « Patrimoine du XXe siècle » depuis 2000.

## Situation et accès
L'édifice est situé au no 14 de la rue Victoire-de-la-Marne, dans le centre-ville de Chaumont, et plus largement vers le centre du département de la Haute-Marne.

## Histoire

### Adjudication
Vers février-mars 1908, le conseil des directeurs de la Caisse d'épargne, au cours d'une réunion, arrête les conditions de l'adjudication des travaux de construction de l'édifice. Celle-ci a lieu le 11 avril 1908 à 14 h, en la salle des Adjudications de l'hôtel de préfecture. Divisée en 11 lots, 4 n'ont pas été adjugés. L'adjudication réunit pas moins de 83 soumissionnaires avec une commission composée d'E. Goguenheim (président) assisté des dénommés Moisson, Rosard, Sejournant et Louis Perreau (l'architecte),. Par ailleurs, un différend éclate entre les journaux Le Petit Haut-Marnais et Le Petit Champenois : la rédaction du premier aurait omis l'envoi de l'avis d'adjudication au second ; alors que l'envoi aurait été retardée, le second adresse une plainte à la Mairie.

### Construction
L'hôtel de la Caisse d'épargne est construit de 1908 à 1909 selon les plans de l'architecte Louis Perreau (1868-1925), dans la rue de Buxereuilles (actuelle rue Victoire-de-la-Marne),,.

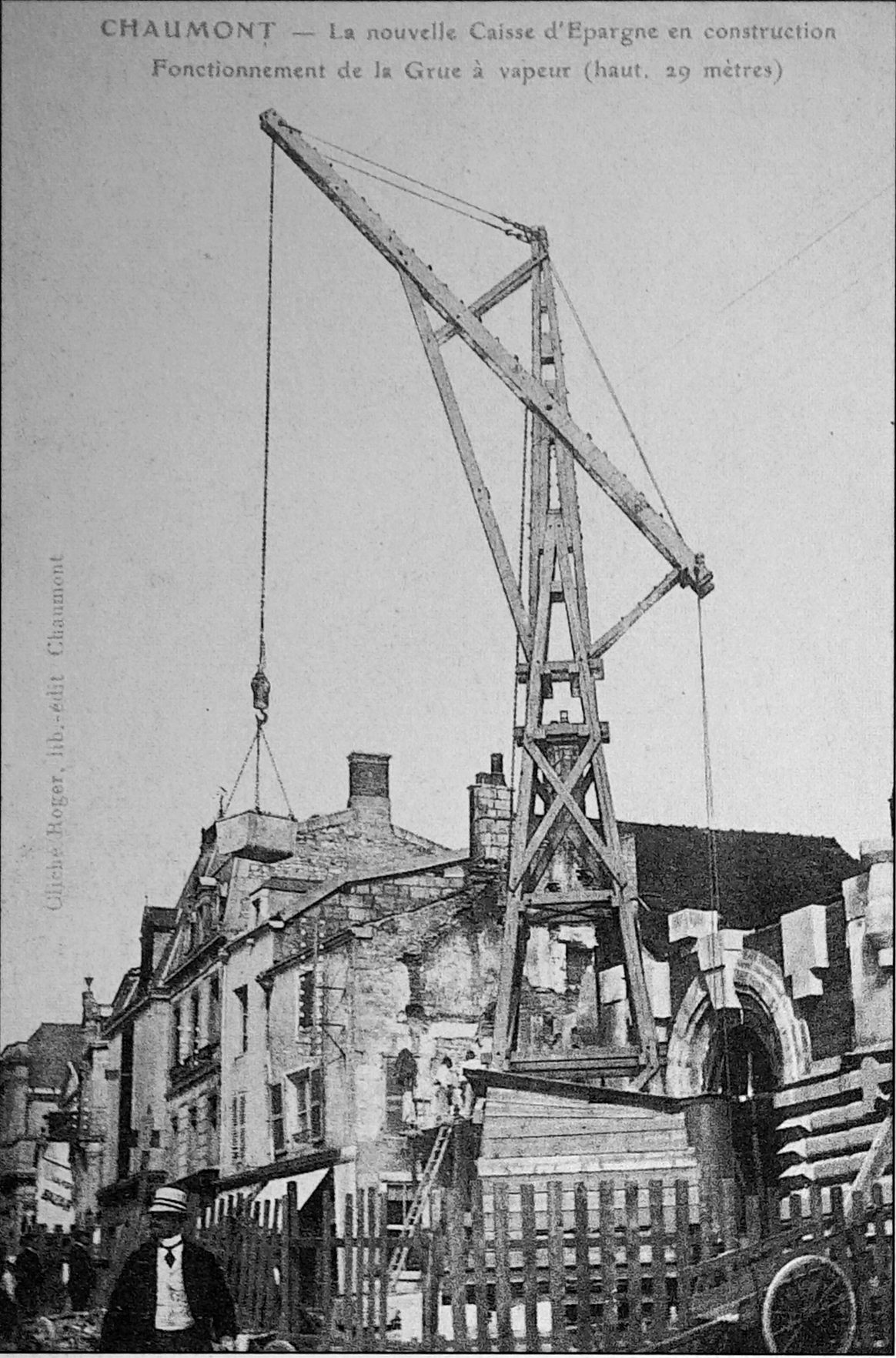
Grue utilisée sur le chantier de construction.
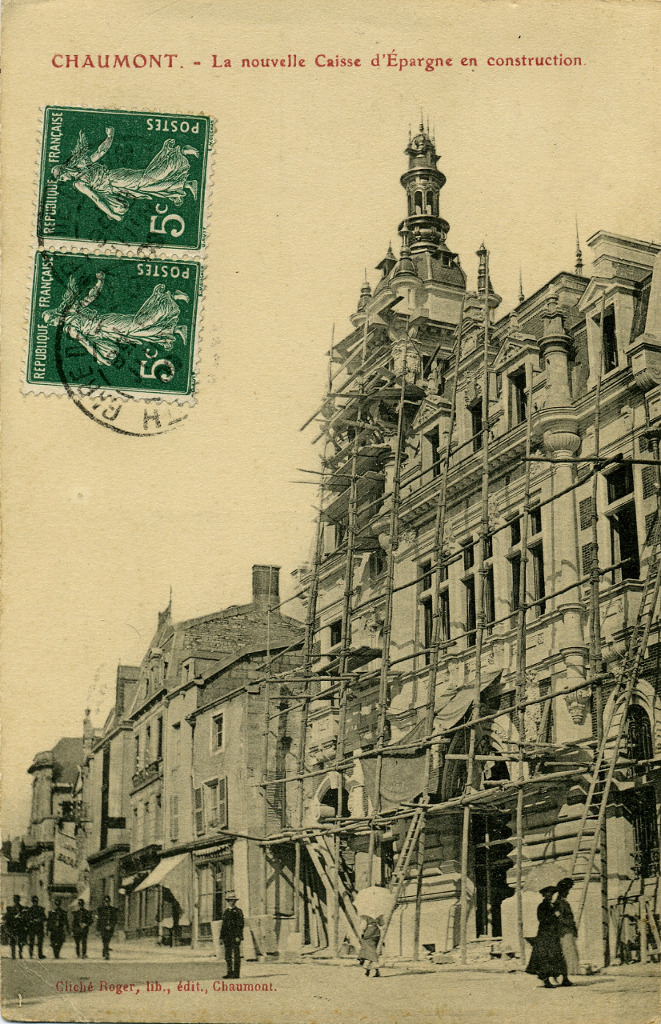
Échafaudage sur la façade principale, lors de la construction.

La construction est réalisée à l'aide d'une grue à vapeur haute de 29 mètres,. Fonctionnant à l'essence, elle est montée sur une plaque tournante et sur des rails qui permettent le déplacement jusqu'à la maison de l'armurier chaumontais dénommé Pernod. Sa volée permet de lever des blocs de 5 à 6 tonnes. C'est d'ailleurs cette même grue qui a permis la construction du grand palais de l'Exposition internationale d'électricité de 1908 à Marseille ainsi que des travaux sur une artère de Châlons-en-Champagne (à l'époque Châlons-sur-Marne).

### Accident durant la construction
Le 19 septembre 1908, vers 8 h, Jules Baujanot, un maçon, travaille sur le chantier. Alors qu'il manipule la benne contenant le mortier, son médius est coincé et sectionné par la chaîne de cette benne.

### Inauguration
La cérémonie d'inauguration a lieu le 23 mai 1909, à 17 h, en présence notamment du ministre de l'Instruction publique et des Beaux-arts, Gaston Doumergue, et du sous-secrétaire d'État à la Guerre, Henry Chéron, venus tous deux en voyage officiel dans cette ville. Ils inaugurent également un établissement de bains-douches. En outre, dans l'impopularité de certaines mesures politiques, leur venue a été précédée de menaces, notamment d'anarchistes, et diverses arrestations ont été opérées durant la journée. Ce n'est en fait que l'extérieur du bâtiment qui est inauguré, les échafaudages n'ayant été enlevé que deux jours avant.

### Ouverture du service
Au printemps 1910, on applique les finitions à l'hôtel. Son ouverture aux déposants a lieu le 30 avril.

### Nouvelle occupation d'une partie du bâtiment
Vers le début de 2022, les dirigeants de la Caisse d'épargne décident la vente ou la location des étages supérieurs de l'édifice. Comme annoncé sur un site de vente immobilier, il s'agit un ensemble comprenant des bureaux et une salle de réunions, pour une surface de 345 m2 et un montant s'élevant à 317 900 euros. L'agence de la banque au rez-de-chaussée est quant à elle préservée. Cette séparation est multifactorielle mais s'explique avant tout par une baisse de la fréquentation, notamment avec la numérisation des services.

## Structure

### Extérieur
D'un style éclectique, mêlant les styles néo-gothique et néo-Renaissance, l'édifice s'élève sur trois niveaux et a la particularité d'incorporer une tour horloge, aussi appelée tour-beffroi, décentrée et coiffée d'un clocheton. La partie gauche enjambe un passage couvert en arcade par lequel passe la ruelle Lardière. La façade est principalement constituté de brique et de pierre.

### Intérieur
À l'intérieur, un escalier mène à la salle du conseil d'administration décorée dans un style Art nouveau. La lumière y pénètre à travers six vitraux réalisés par Jacques Gruber, de couleurs pâles et avec des motifs d'inspiration végétale.

Détails architecturaux
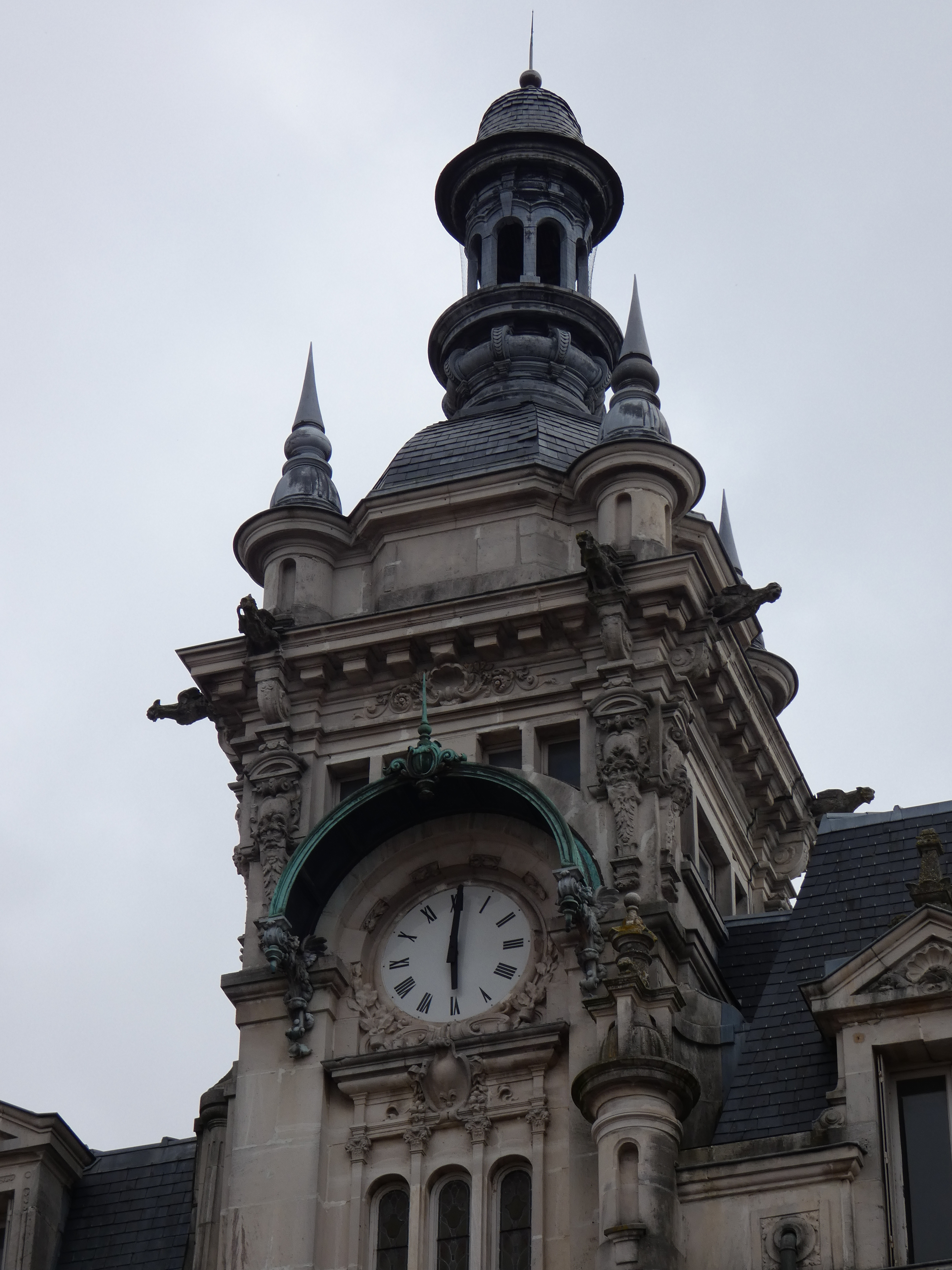
Clocher.
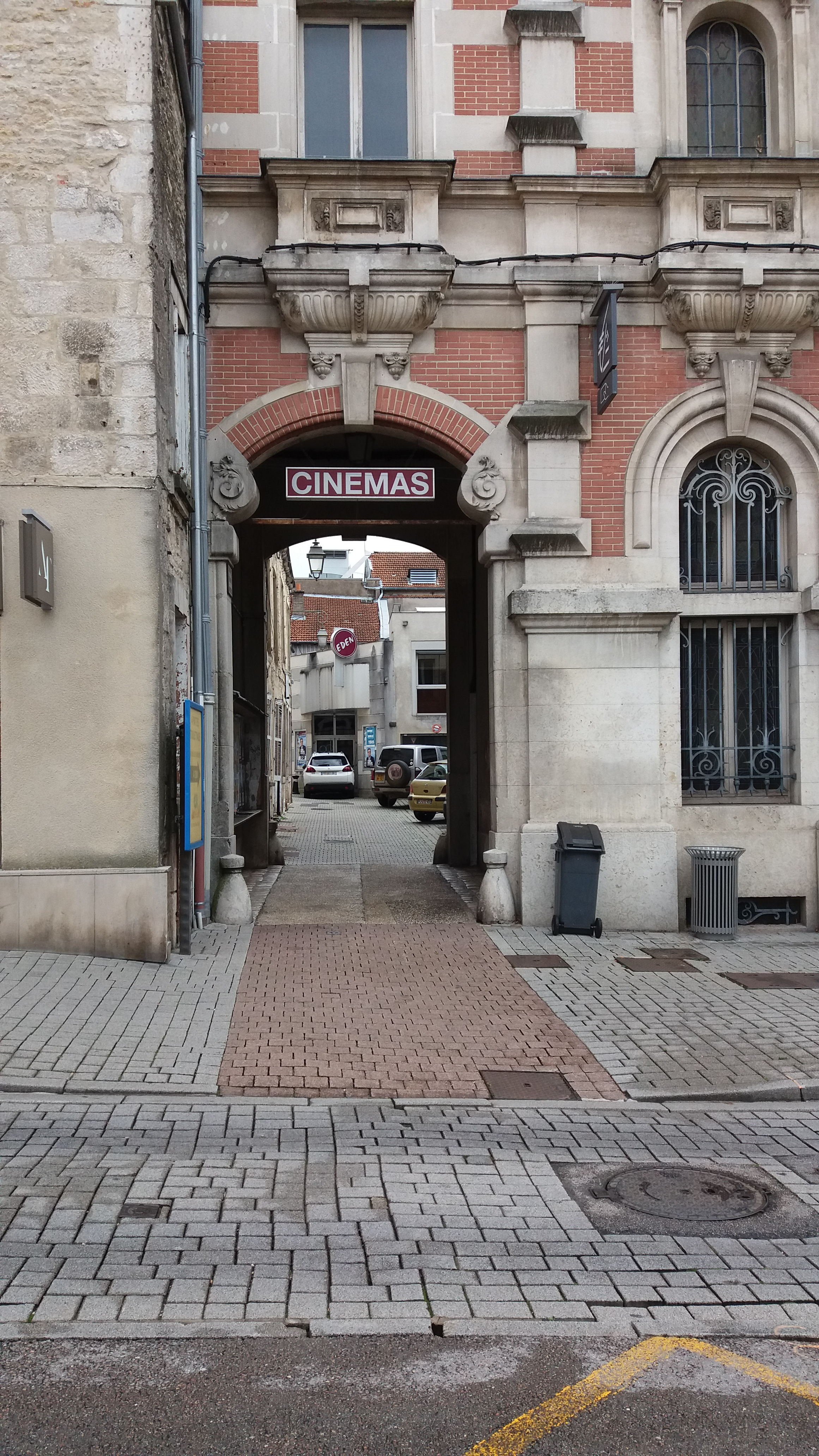
Passage et ruelle Lardière.
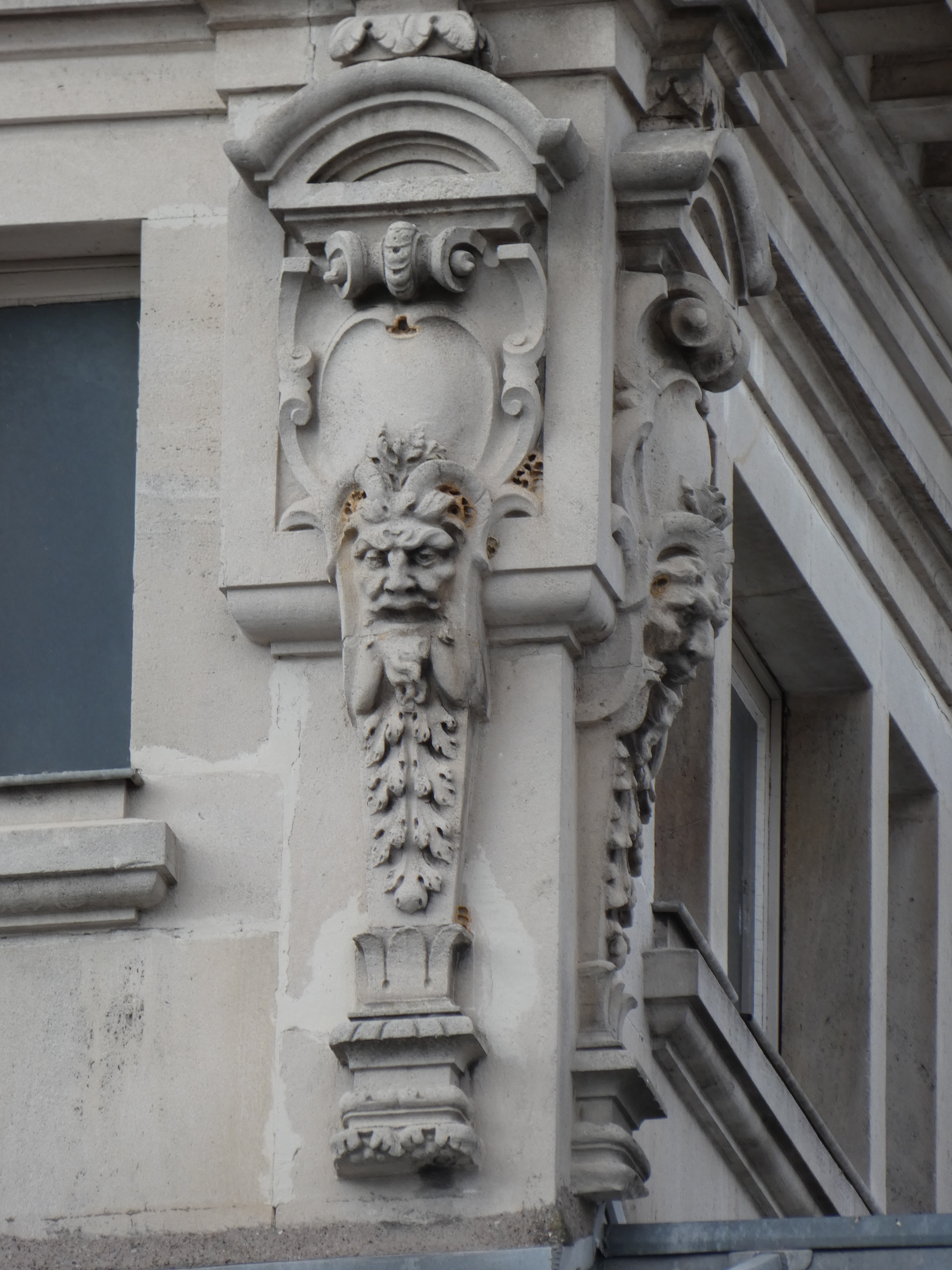
Mascarons.

## Statut patrimonial et juridique
L'édifice fait l'objet d'une labellisation « Patrimoine du XXe siècle » depuis le 14 septembre 2000, en tant que propriété d'une société privée.